# Guillaume Ricou
Guillaume Ricou est né à Trémel en 1778 et mort en 1848. Il est fabuliste et traducteur.

## Biographie
Guillaume Ricou (né le 17 février 1778 à Trémel (alors dans sa paroisse de Plestin), décédé le 5 mars 1848), fabuliste breton ; paysan pauvre mais lettré, il devint protestant après sa rencontre avec le pasteur John Jenkins et traducteur de la Bible.
C'est le grand-père de Guillaume Le Coat.
Il a traduit les fables d’Esope en breton (Fablou Esop troët en brezonec gant G. Ricou, 1827). Le livre est édité par l'imprimerie des Guilmer située à Morlaix.